# Tour d'Émilie 2024
La 107e édition du Tour d'Émilie, une course cycliste masculine, a lieu en Italie le 5 octobre 2024. La course, disputée sur 215,3 kilomètres entre Vignola et San Luca, fait partie du calendrier UCI ProSeries 2024 (deuxième niveau mondial) en catégorie 1.Pro. 

## Parcours
Entre le départ de Vignola (où un premier circuit local est à accomplir trois fois) et le premier passage sur la ligne d'arrivée à San Luca, les coureurs parcourent 179 km dont trois côtes répertoriées : Zocca après 80,3 km, Grizzana Morandi après 113,8 km et Montechiaro après 151,9 km. Ensuite, les coureurs accomplissent quatre fois le circuit local de 9,2 km. Ce circuit se termine par la montée de 2 100 m avec une pente moyenne de 10,8 % le long des arcades vers le sanctuaire Madonna di San Luca.

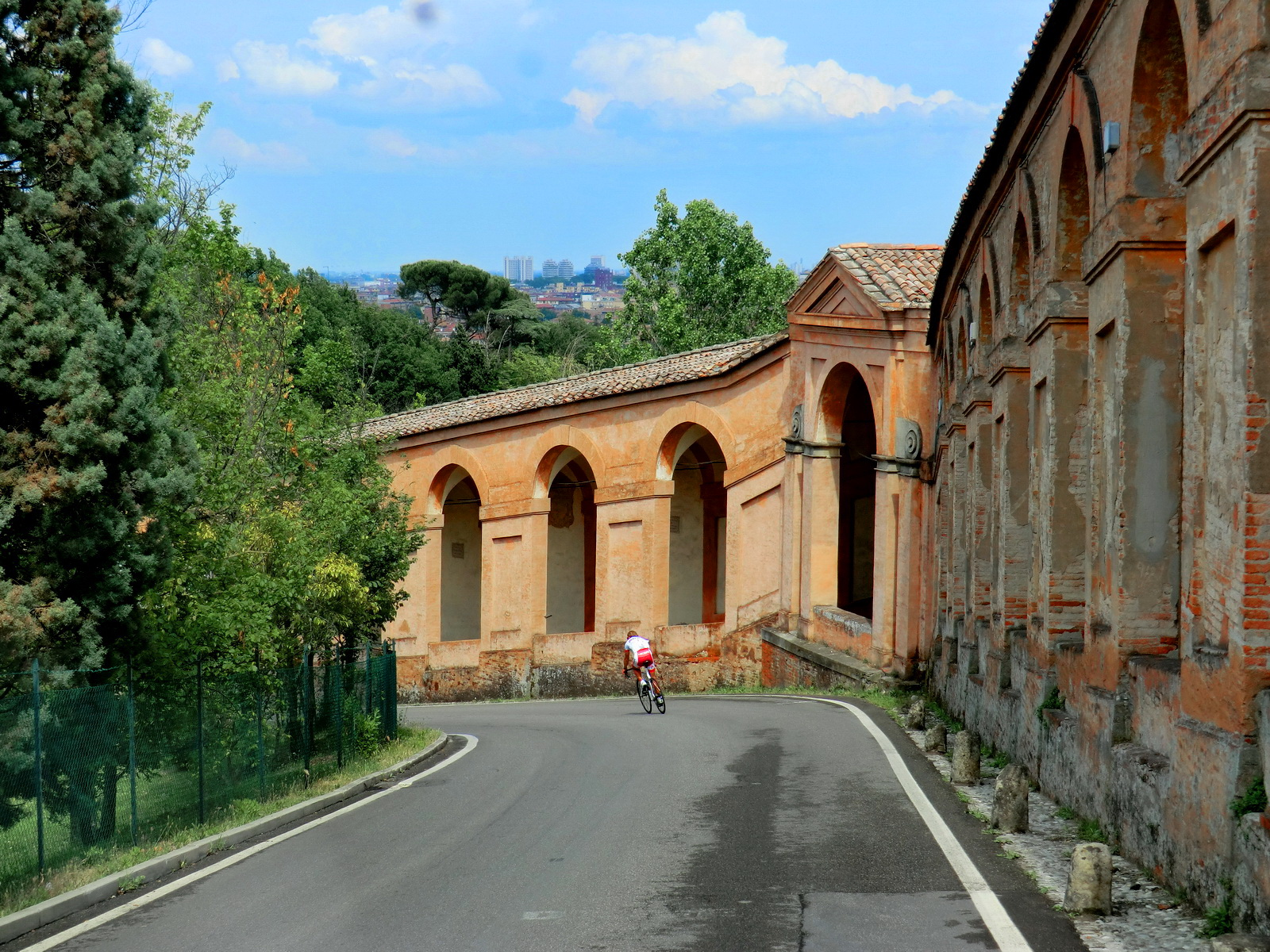
Côte du sanctuaire Madonna di San Luca

## Équipes participantes
| WorldTeams (15)- Red Bull-Bora-Hansgrohe - UAE Team Emirates - Soudal Quick-Step - Alpecin-Deceuninck - Astana Qazaqstan Team - Bahrain Victorious - Cofidis - Decathlon-AG2R La Mondiale - EF Education-EasyPost - Groupama-FDJ - Ineos Grenadiers - Lidl-Trek - Movistar Team - Team Jayco AlUla - Team Visma \| Lease a Bike ProTeams (8)- Bingoal WB - Team Corratec-Vini Fantini - Euskaltel-Euskadi - Israel-Premier Tech - Q36.5 Pro Cycling Team - Polti Kometa - Tudor Pro Cycling Team - VF Group-Bardiani CSF-Faizanè Équipe continentale- Petrolike |
| |

## Classements

### Classement final
| \| Classement général \| Classement général \| Classement général \| Classement général \| Classement général \| \| Coureur \| Coureur \| Pays \| Équipe \| Temps \| \| ------------------ \| ------------------ \| ------------------ \| -------------------------- \| ------------------ \| \| 1er \| Tadej Pogačar \| Slovénie \| UAE Team Emirates \| 5 h 14 min 44 s \| \| 2e \| Tom Pidcock \| Royaume-Uni \| Ineos Grenadiers \| + 1 min 54 s \| \| 3e \| Davide Piganzoli \| Italie \| Team Polti Kometa \| + 1 min 54 s \| \| 4e \| Michael Woods \| Canada \| Israel-Premier Tech \| + 1 min 54 s \| \| 5e \| Simon Yates \| Royaume-Uni \| Team Jayco AlUla \| + 2 min 02 s \| \| 6e \| Roger Adrià \| Espagne \| Red Bull-Bora-Hansgrohe \| + 2 min 04 s \| \| 7e \| Wilco Kelderman \| Pays-Bas \| Team Visma \\| Lease a Bike \| + 2 min 04 s \| \| 8e \| Enric Mas \| Espagne \| Movistar Team \| + 2 min 08 s \| \| 9e \| Archie Ryan \| Irlande \| EF Education-EasyPost \| + 2 min 13 s \| \| 10e \| Lorenzo Fortunato \| Italie \| Astana Qazaqstan Team \| + 2 min 15 s \| |                   |             |                            |                 |
| |                   |             |                            |                 |
| Source : ProCyclingStats |                   |             |                            |                 |
| Classement général |                   |             |                            |                 |
| Coureur | Coureur           | Pays        | Équipe                     | Temps           |
| 1er | Tadej Pogačar     | Slovénie    | UAE Team Emirates          | 5 h 14 min 44 s |
| 2e | Tom Pidcock       | Royaume-Uni | Ineos Grenadiers           | + 1 min 54 s    |
| 3e | Davide Piganzoli  | Italie      | Team Polti Kometa          | + 1 min 54 s    |
| 4e | Michael Woods     | Canada      | Israel-Premier Tech        | + 1 min 54 s    |
| 5e | Simon Yates       | Royaume-Uni | Team Jayco AlUla           | + 2 min 02 s    |
| 6e | Roger Adrià       | Espagne     | Red Bull-Bora-Hansgrohe    | + 2 min 04 s    |
| 7e | Wilco Kelderman   | Pays-Bas    | Team Visma \| Lease a Bike | + 2 min 04 s    |
| 8e | Enric Mas         | Espagne     | Movistar Team              | + 2 min 08 s    |
| 9e | Archie Ryan       | Irlande     | EF Education-EasyPost      | + 2 min 13 s    |
| 10e | Lorenzo Fortunato | Italie      | Astana Qazaqstan Team      | + 2 min 15 s    |

## Liste des participants
| Légende | Légende                                                                    | Légende | Légende                                                    |
| ------- | -------------------------------------------------------------------------- | ------- | ---------------------------------------------------------- |
| Num     | Dossard de départ porté par le coureur sur ce Tour d'Émilie                | Pos     | Position à l'arrivée de la course                          |
|         | Indique un maillot de champion national ou mondial, suivi de sa spécialité | NP      | Indique un coureur qui n'a pas pris le départ de la course |
| AB      | Indique un coureur qui n'a pas terminé la course                           | HD      | Indique un coureur qui a terminé la course hors des délais |
| DSQ     | Indique un coureur qui a été disqualifié de la course                      |         |                                                            |

| Red Bull-Bora-Hansgrohe RBH | Red Bull-Bora-Hansgrohe RBH | Red Bull-Bora-Hansgrohe RBH |
| --------------------------- | --------------------------- | --------------------------- |
| Num                         | Coureur                     | Pos                         |
| 1                           | Primož Roglič (SLO)         | AB                          |
| 2                           | Roger Adrià (ESP)           | 6e                          |
| 3                           | Giovanni Aleotti (ITA)      | 41e                         |
| 4                           | Jai Hindley (AUS)           | 27e                         |
| 5                           | Florian Lipowitz (GER)      | 20e                         |
| 6                           | Daniel Martínez (COL)       | AB                          |
| 7                           | Matteo Sobrero (ITA)        | AB                          |

| UAE Team Emirates UAD | UAE Team Emirates UAD       | UAE Team Emirates UAD |
| --------------------- | --------------------------- | --------------------- |
| Num                   | Coureur                     | Pos                   |
| 11                    | Tadej Pogačar (SLO) (route) | 1er                   |
| 12                    | Sjoerd Bax (NED)            | AB                    |
| 13                    | Filippo Baroncini (ITA)     | AB                    |
| 14                    | Rafał Majka (POL)           | AB                    |
| 15                    | Jay Vine (AUS)              | AB                    |
| 16                    | Adam Yates (GBR)            | 12e                   |
| 17                    | Alessandro Covi (ITA)       | AB                    |

| Soudal Quick-Step SOQ | Soudal Quick-Step SOQ       | Soudal Quick-Step SOQ |
| --------------------- | --------------------------- | --------------------- |
| Num                   | Coureur                     | Pos                   |
| 21                    | Remco Evenepoel (BEL)       | AB                    |
| 22                    | Pieter Serry (BEL)          | AB                    |
| 23                    | Jan Hirt (CZE)              | AB                    |
| 24                    | William Junior Lecerf (BEL) | AB                    |
| 25                    | Fausto Masnada (ITA)        | AB                    |
| 26                    | Mauri Vansevenant (BEL)     | AB                    |
| 27                    | Ilan Van Wilder (BEL)       | AB                    |

| Alpecin-Deceuninck ADC | Alpecin-Deceuninck ADC | Alpecin-Deceuninck ADC |
| ---------------------- | ---------------------- | ---------------------- |
| Num                    | Coureur                | Pos                    |
| 31                     | Tobias Bayer (AUT)     | AB                     |
| 32                     | Stan Van Tricht (BEL)  | AB                     |
| 33                     | Michael Gogl (AUT)     | AB                     |
| 34                     | Kaden Groves (AUS)     | AB                     |
| 35                     | Axel Laurance (FRA)    | AB                     |
| 36                     | Luca Vergallito (ITA)  | AB                     |
| 37                     | Louis Kitzki (GER)     | AB                     |

| Astana Qazaqstan Team AST | Astana Qazaqstan Team AST | Astana Qazaqstan Team AST |
| ------------------------- | ------------------------- | ------------------------- |
| Num                       | Coureur                   | Pos                       |
| 41                        | Lorenzo Fortunato (ITA)   | 10e                       |
| 42                        | Gianmarco Garofoli (ITA)  | 24e                       |
| 43                        | Vadim Pronskiy (KAZ)      | AB                        |
| 44                        | Harold Tejada (COL)       | AB                        |
| 45                        | Simone Velasco (ITA)      | 13e                       |
| 46                        | Christian Scaroni (ITA)   | 11e                       |
| 47                        | Santiago Umba (COL)       | AB                        |

| Bahrain Victorious TBV | Bahrain Victorious TBV  | Bahrain Victorious TBV |
| ---------------------- | ----------------------- | ---------------------- |
| Num                    | Coureur                 | Pos                    |
| 51                     | Antonio Tiberi (ITA)    | AB                     |
| 52                     | Nikias Arndt (GER)      | AB                     |
| 53                     | Vlad Van Mechelen (BEL) | AB                     |
| 54                     | Damiano Caruso (ITA)    | 40e                    |
| 55                     | Andrea Pasqualon (ITA)  | AB                     |
| 56                     | Wout Poels (NED)        | 44e                    |
| 57                     | Torstein Træen (NOR)    | AB                     |

| Cofidis COF | Cofidis COF            | Cofidis COF |
| ----------- | ---------------------- | ----------- |
| Num         | Coureur                | Pos         |
| 61          | Thomas Champion (FRA)  | AB          |
| 62          | Guillaume Martin (FRA) | 16e         |
| 63          | Rubén Fernández (ESP)  | 38e         |
| 64          | Ben Hermans (BEL)      | AB          |
| 65          | Ion Izagirre (ESP)     | 42e         |
| 66          | Benjamin Thomas (FRA)  | AB          |

| Decathlon-AG2R La Mondiale DAT | Decathlon-AG2R La Mondiale DAT | Decathlon-AG2R La Mondiale DAT |
| ------------------------------ | ------------------------------ | ------------------------------ |
| Num                            | Coureur                        | Pos                            |
| 71                             | Alex Baudin (FRA)              | 47e                            |
| 72                             | Geoffrey Bouchard (FRA)        | AB                             |
| 73                             | Clément Berthet (FRA)          | AB                             |
| 74                             | Victor Lafay (FRA)             | AB                             |
| 75                             | Aurélien Paret-Peintre (FRA)   | 29e                            |
| 76                             | Nicolas Prodhomme (FRA)        | 36e                            |
| 77                             | Lawrence Warbasse (USA)        | 39e                            |

| EF Education-EasyPost EFE | EF Education-EasyPost EFE | EF Education-EasyPost EFE |
| ------------------------- | ------------------------- | ------------------------- |
| Num                       | Coureur                   | Pos                       |
| 81                        | Esteban Chaves (COL)      | AB                        |
| 82                        | Rui Costa (POR)           | AB                        |
| 83                        | Neilson Powless (USA)     | AB                        |
| 84                        | Ben Healy (IRL)           | 25e                       |
| 85                        | Darren Rafferty (IRL)     | AB                        |
| 86                        | Georg Steinhauser (GER)   | 34e                       |
| 87                        | Archie Ryan (IRL)         | 9e                        |

| Groupama-FDJ GFC | Groupama-FDJ GFC      | Groupama-FDJ GFC |
| ---------------- | --------------------- | ---------------- |
| Num              | Coureur               | Pos              |
| 91               | David Gaudu (FRA)     | AB               |
| 92               | Lorenzo Germani (ITA) | AB               |
| 93               | Enzo Paleni (FRA)     | AB               |
| 94               | Thibaud Gruel (FRA)   | AB               |
| 95               | Reuben Thompson (NZL) | AB               |
| 96               | Rémy Rochas (FRA)     | 21e              |

| Ineos Grenadiers IGD | Ineos Grenadiers IGD               | Ineos Grenadiers IGD |
| -------------------- | ---------------------------------- | -------------------- |
| Num                  | Coureur                            | Pos                  |
| 101                  | Tom Pidcock (GBR)                  | 2e                   |
| 102                  | Thymen Arensman (NED)              | 35e                  |
| 103                  | Andrew August (USA)                | AB                   |
| 104                  | Jonathan Castroviejo (ESP)         | AB                   |
| 105                  | Salvatore Puccio (ITA)             | AB                   |
| 106                  | Brandon Rivera (COL)               | AB                   |
| 107                  | Óscar Rodríguez Garaicoechea (ESP) | AB                   |

| Lidl-Trek LTK | Lidl-Trek LTK                 | Lidl-Trek LTK |
| ------------- | ----------------------------- | ------------- |
| Num           | Coureur                       | Pos           |
| 111           | Andrea Bagioli (ITA)          | AB            |
| 112           | Sam Oomen (NED)               | 49e           |
| 113           | Dario Cataldo (ITA)           | AB            |
| 114           | Giulio Ciccone (ITA)          | 43e           |
| 115           | Amanuel Ghebreigzabhier (ERI) | AB            |
| 116           | Juan Pedro López (ESP)        | AB            |
| 117           | Bauke Mollema (NED)           | AB            |

| Movistar Team MOV | Movistar Team MOV    | Movistar Team MOV |
| ----------------- | -------------------- | ----------------- |
| Num               | Coureur              | Pos               |
| 121               | Davide Formolo (ITA) | AB                |
| 122               | William Barta (USA)  | AB                |
| 123               | Jorge Arcas (ESP)    | AB                |
| 124               | Enric Mas (ESP)      | 8e                |
| 125               | Oier Lazkano (ESP)   | AB                |
| 126               | Nairo Quintana (COL) | 15e               |
| 127               | Pelayo Sánchez (ESP) | AB                |

| Team Jayco AlUla JAY | Team Jayco AlUla JAY       | Team Jayco AlUla JAY |
| -------------------- | -------------------------- | -------------------- |
| Num                  | Coureur                    | Pos                  |
| 131                  | Hagos Welay Berhe (ETH)    | AB                   |
| 132                  | Alessandro De Marchi (ITA) | AB                   |
| 133                  | Eddie Dunbar (IRL)         | 46e                  |
| 134                  | Alastair Mackellar (AUS)   | AB                   |
| 135                  | Jesús David Peña (COL)     | AB                   |
| 136                  | Simon Yates (GBR)          | 5e                   |
| 137                  | Filippo Zana (ITA)         | 31e                  |

| Team Visma \| Lease a Bike TVL | Team Visma \| Lease a Bike TVL | Team Visma \| Lease a Bike TVL |
| ------------------------------ | ------------------------------ | ------------------------------ |
| Num                            | Coureur                        | Pos                            |
| 141                            | Johannes Staune-Mittet (NOR)   | 28e                            |
| 142                            | Matteo Jorgenson (USA)         | 17e                            |
| 143                            | Wilco Kelderman (NED)          | 7e                             |
| 144                            | Bart Lemmen (NED)              | AB                             |
| 145                            | Menno Huising (NED)            | AB                             |
| 146                            | Attila Valter (HUN)            | 14e                            |
| 147                            | Tijmen Graat (NED)             | 52e                            |

| Bingoal WB BWB | Bingoal WB BWB         | Bingoal WB BWB |
| -------------- | ---------------------- | -------------- |
| Num            | Coureur                | Pos            |
| 151            | Davide Persico (ITA)   | AB             |
| 152            | Louka Matthys (BEL)    | AB             |
| 154            | Dimitri Peyskens (BEL) | AB             |
| 155            | Lennert Teugels (BEL)  | AB             |
| 156            | Marco Tizza (ITA)      | AB             |
| 157            | Giacomo Villa (ITA)    | AB             |

| Team Corratec-Vini Fantini COR | Team Corratec-Vini Fantini COR | Team Corratec-Vini Fantini COR |
| ------------------------------ | ------------------------------ | ------------------------------ |
| Num                            | Coureur                        | Pos                            |
| 161                            | Roberto González (PAN)         | AB                             |
| 162                            | Marco Murgano (ITA)            | AB                             |
| 163                            | Simone Olivero (ITA)           | AB                             |
| 164                            | Matteo Amella (ITA)            | AB                             |
| 166                            | Andrii Ponomar (UKR)           | AB                             |
| 167                            | Carlos Samudio (PAN)           | AB                             |

| Euskaltel-Euskadi EUS | Euskaltel-Euskadi EUS   | Euskaltel-Euskadi EUS |
| --------------------- | ----------------------- | --------------------- |
| Num                   | Coureur                 | Pos                   |
| 171                   | Xabier Isasa (ESP)      | AB                    |
| 172                   | Txomin Juaristi (ESP)   | 32e                   |
| 173                   | Xabier Berasategi (ESP) | AB                    |
| 174                   | Ander Ganzabal (ESP)    | AB                    |
| 175                   | Iker Mintegi (ESP)      | 30e                   |
| 176                   | Nicolás Alustiza (ESP)  | AB                    |
| 177                   | Asier Etxeberria (ESP)  | AB                    |

| Israel-Premier Tech IPT | Israel-Premier Tech IPT  | Israel-Premier Tech IPT |
| ----------------------- | ------------------------ | ----------------------- |
| Num                     | Coureur                  | Pos                     |
| 181                     | George Bennett (NZL)     | 50e                     |
| 182                     | Dylan Teuns (BEL)        | 19e                     |
| 183                     | Marco Frigo (ITA)        | AB                      |
| 184                     | Krists Neilands (LAT)    | AB                      |
| 185                     | Matthew Riccitello (USA) | AB                      |
| 186                     | Stephen Williams (GBR)   | AB                      |
| 187                     | Michael Woods (CAN)      | 4e                      |

| Q36.5 Pro Cycling Team Q36 | Q36.5 Pro Cycling Team Q36 | Q36.5 Pro Cycling Team Q36 |
| -------------------------- | -------------------------- | -------------------------- |
| Num                        | Coureur                    | Pos                        |
| 191                        | Negasi Abreha (ETH)        | AB                         |
| 192                        | Gianluca Brambilla (ITA)   | AB                         |
| 193                        | Walter Calzoni (ITA)       | 26e                        |
| 194                        | Marcel Camprubí (ESP)      | AB                         |
| 195                        | Mark Donovan (GBR)         |                            |
| 197                        | Carl Fredrik Hagen (NOR)   | 37e                        |

| Team Polti Kometa PTK | Team Polti Kometa PTK  | Team Polti Kometa PTK |
| --------------------- | ---------------------- | --------------------- |
| Num                   | Coureur                | Pos                   |
| 201                   | Álex Martín (ESP)      | AB                    |
| 202                   | Erik Fetter (HUN)      | AB                    |
| 203                   | Davide De Cassan (ITA) | 45e                   |
| 204                   | Davide Piganzoli (ITA) | 3e                    |
| 205                   | Matteo Fabbro (ITA)    | AB                    |
| 206                   | Andrea Garosio (ITA)   | AB                    |

| Tudor Pro Cycling Team TUD | Tudor Pro Cycling Team TUD | Tudor Pro Cycling Team TUD |
| -------------------------- | -------------------------- | -------------------------- |
| Num                        | Coureur                    | Pos                        |
| 211                        | Marco Brenner (GER)        | 23e                        |
| 212                        | Robin Donzé (SUI)          | AB                         |
| 215                        | Florian Stork (GER)        | AB                         |
| 216                        | Samuele Alari (ITA)        | AB                         |
| 217                        | Hannes Wilksch (GER)       | AB                         |

| VF Group-Bardiani CSF-Faizanè VBF | VF Group-Bardiani CSF-Faizanè VBF | VF Group-Bardiani CSF-Faizanè VBF |
| --------------------------------- | --------------------------------- | --------------------------------- |
| Num                               | Coureur                           | Pos                               |
| 222                               | Luca Covili (ITA)                 | 48e                               |
| 223                               | Alessio Martinelli (ITA)          | AB                                |
| 224                               | Vicente Rojas (CHI)               | AB                                |
| 225                               | Giulio Pellizzari (ITA)           | 22e                               |
| 226                               | Domenico Pozzovivo (ITA)          | 18e                               |
| 227                               | Matteo Scalco (ITA)               | AB                                |

| Petrolike PTL | Petrolike PTL            | Petrolike PTL |
| ------------- | ------------------------ | ------------- |
| Num           | Coureur                  | Pos           |
| 231           | Jonathan Caicedo (ECU)   | AB            |
| 232           | Diego Camargo (COL)      |               |
| 233           | Edgar Cadena (MEX)       | 33e           |
| 234           | Alejandro Callejas (COL) | AB            |
| 235           | Bernardo Suaza (COL)     | AB            |
| 236           | José Ramón Muñiz (MEX)   | AB            |

| Red Bull-Bora-Hansgrohe RBH | Red Bull-Bora-Hansgrohe RBH | Red Bull-Bora-Hansgrohe RBH |
| --------------------------- | --------------------------- | --------------------------- |
| Num                         | Coureur                     | Pos                         |
| 1                           | Primož Roglič (SLO)         | AB                          |
| 2                           | Roger Adrià (ESP)           | 6e                          |
| 3                           | Giovanni Aleotti (ITA)      | 41e                         |
| 4                           | Jai Hindley (AUS)           | 27e                         |
| 5                           | Florian Lipowitz (GER)      | 20e                         |
| 6                           | Daniel Martínez (COL)       | AB                          |
| 7                           | Matteo Sobrero (ITA)        | AB                          |

| UAE Team Emirates UAD | UAE Team Emirates UAD       | UAE Team Emirates UAD |
| --------------------- | --------------------------- | --------------------- |
| Num                   | Coureur                     | Pos                   |
| 11                    | Tadej Pogačar (SLO) (route) | 1er                   |
| 12                    | Sjoerd Bax (NED)            | AB                    |
| 13                    | Filippo Baroncini (ITA)     | AB                    |
| 14                    | Rafał Majka (POL)           | AB                    |
| 15                    | Jay Vine (AUS)              | AB                    |
| 16                    | Adam Yates (GBR)            | 12e                   |
| 17                    | Alessandro Covi (ITA)       | AB                    |

| Soudal Quick-Step SOQ | Soudal Quick-Step SOQ       | Soudal Quick-Step SOQ |
| --------------------- | --------------------------- | --------------------- |
| Num                   | Coureur                     | Pos                   |
| 21                    | Remco Evenepoel (BEL)       | AB                    |
| 22                    | Pieter Serry (BEL)          | AB                    |
| 23                    | Jan Hirt (CZE)              | AB                    |
| 24                    | William Junior Lecerf (BEL) | AB                    |
| 25                    | Fausto Masnada (ITA)        | AB                    |
| 26                    | Mauri Vansevenant (BEL)     | AB                    |
| 27                    | Ilan Van Wilder (BEL)       | AB                    |

| Alpecin-Deceuninck ADC | Alpecin-Deceuninck ADC | Alpecin-Deceuninck ADC |
| ---------------------- | ---------------------- | ---------------------- |
| Num                    | Coureur                | Pos                    |
| 31                     | Tobias Bayer (AUT)     | AB                     |
| 32                     | Stan Van Tricht (BEL)  | AB                     |
| 33                     | Michael Gogl (AUT)     | AB                     |
| 34                     | Kaden Groves (AUS)     | AB                     |
| 35                     | Axel Laurance (FRA)    | AB                     |
| 36                     | Luca Vergallito (ITA)  | AB                     |
| 37                     | Louis Kitzki (GER)     | AB                     |

| Astana Qazaqstan Team AST | Astana Qazaqstan Team AST | Astana Qazaqstan Team AST |
| ------------------------- | ------------------------- | ------------------------- |
| Num                       | Coureur                   | Pos                       |
| 41                        | Lorenzo Fortunato (ITA)   | 10e                       |
| 42                        | Gianmarco Garofoli (ITA)  | 24e                       |
| 43                        | Vadim Pronskiy (KAZ)      | AB                        |
| 44                        | Harold Tejada (COL)       | AB                        |
| 45                        | Simone Velasco (ITA)      | 13e                       |
| 46                        | Christian Scaroni (ITA)   | 11e                       |
| 47                        | Santiago Umba (COL)       | AB                        |

| Bahrain Victorious TBV | Bahrain Victorious TBV  | Bahrain Victorious TBV |
| ---------------------- | ----------------------- | ---------------------- |
| Num                    | Coureur                 | Pos                    |
| 51                     | Antonio Tiberi (ITA)    | AB                     |
| 52                     | Nikias Arndt (GER)      | AB                     |
| 53                     | Vlad Van Mechelen (BEL) | AB                     |
| 54                     | Damiano Caruso (ITA)    | 40e                    |
| 55                     | Andrea Pasqualon (ITA)  | AB                     |
| 56                     | Wout Poels (NED)        | 44e                    |
| 57                     | Torstein Træen (NOR)    | AB                     |

| Cofidis COF | Cofidis COF            | Cofidis COF |
| ----------- | ---------------------- | ----------- |
| Num         | Coureur                | Pos         |
| 61          | Thomas Champion (FRA)  | AB          |
| 62          | Guillaume Martin (FRA) | 16e         |
| 63          | Rubén Fernández (ESP)  | 38e         |
| 64          | Ben Hermans (BEL)      | AB          |
| 65          | Ion Izagirre (ESP)     | 42e         |
| 66          | Benjamin Thomas (FRA)  | AB          |

| Decathlon-AG2R La Mondiale DAT | Decathlon-AG2R La Mondiale DAT | Decathlon-AG2R La Mondiale DAT |
| ------------------------------ | ------------------------------ | ------------------------------ |
| Num                            | Coureur                        | Pos                            |
| 71                             | Alex Baudin (FRA)              | 47e                            |
| 72                             | Geoffrey Bouchard (FRA)        | AB                             |
| 73                             | Clément Berthet (FRA)          | AB                             |
| 74                             | Victor Lafay (FRA)             | AB                             |
| 75                             | Aurélien Paret-Peintre (FRA)   | 29e                            |
| 76                             | Nicolas Prodhomme (FRA)        | 36e                            |
| 77                             | Lawrence Warbasse (USA)        | 39e                            |

| EF Education-EasyPost EFE | EF Education-EasyPost EFE | EF Education-EasyPost EFE |
| ------------------------- | ------------------------- | ------------------------- |
| Num                       | Coureur                   | Pos                       |
| 81                        | Esteban Chaves (COL)      | AB                        |
| 82                        | Rui Costa (POR)           | AB                        |
| 83                        | Neilson Powless (USA)     | AB                        |
| 84                        | Ben Healy (IRL)           | 25e                       |
| 85                        | Darren Rafferty (IRL)     | AB                        |
| 86                        | Georg Steinhauser (GER)   | 34e                       |
| 87                        | Archie Ryan (IRL)         | 9e                        |

| Groupama-FDJ GFC | Groupama-FDJ GFC      | Groupama-FDJ GFC |
| ---------------- | --------------------- | ---------------- |
| Num              | Coureur               | Pos              |
| 91               | David Gaudu (FRA)     | AB               |
| 92               | Lorenzo Germani (ITA) | AB               |
| 93               | Enzo Paleni (FRA)     | AB               |
| 94               | Thibaud Gruel (FRA)   | AB               |
| 95               | Reuben Thompson (NZL) | AB               |
| 96               | Rémy Rochas (FRA)     | 21e              |

| Ineos Grenadiers IGD | Ineos Grenadiers IGD               | Ineos Grenadiers IGD |
| -------------------- | ---------------------------------- | -------------------- |
| Num                  | Coureur                            | Pos                  |
| 101                  | Tom Pidcock (GBR)                  | 2e                   |
| 102                  | Thymen Arensman (NED)              | 35e                  |
| 103                  | Andrew August (USA)                | AB                   |
| 104                  | Jonathan Castroviejo (ESP)         | AB                   |
| 105                  | Salvatore Puccio (ITA)             | AB                   |
| 106                  | Brandon Rivera (COL)               | AB                   |
| 107                  | Óscar Rodríguez Garaicoechea (ESP) | AB                   |

| Lidl-Trek LTK | Lidl-Trek LTK                 | Lidl-Trek LTK |
| ------------- | ----------------------------- | ------------- |
| Num           | Coureur                       | Pos           |
| 111           | Andrea Bagioli (ITA)          | AB            |
| 112           | Sam Oomen (NED)               | 49e           |
| 113           | Dario Cataldo (ITA)           | AB            |
| 114           | Giulio Ciccone (ITA)          | 43e           |
| 115           | Amanuel Ghebreigzabhier (ERI) | AB            |
| 116           | Juan Pedro López (ESP)        | AB            |
| 117           | Bauke Mollema (NED)           | AB            |

| Movistar Team MOV | Movistar Team MOV    | Movistar Team MOV |
| ----------------- | -------------------- | ----------------- |
| Num               | Coureur              | Pos               |
| 121               | Davide Formolo (ITA) | AB                |
| 122               | William Barta (USA)  | AB                |
| 123               | Jorge Arcas (ESP)    | AB                |
| 124               | Enric Mas (ESP)      | 8e                |
| 125               | Oier Lazkano (ESP)   | AB                |
| 126               | Nairo Quintana (COL) | 15e               |
| 127               | Pelayo Sánchez (ESP) | AB                |

| Team Jayco AlUla JAY | Team Jayco AlUla JAY       | Team Jayco AlUla JAY |
| -------------------- | -------------------------- | -------------------- |
| Num                  | Coureur                    | Pos                  |
| 131                  | Hagos Welay Berhe (ETH)    | AB                   |
| 132                  | Alessandro De Marchi (ITA) | AB                   |
| 133                  | Eddie Dunbar (IRL)         | 46e                  |
| 134                  | Alastair Mackellar (AUS)   | AB                   |
| 135                  | Jesús David Peña (COL)     | AB                   |
| 136                  | Simon Yates (GBR)          | 5e                   |
| 137                  | Filippo Zana (ITA)         | 31e                  |

| Team Visma \| Lease a Bike TVL | Team Visma \| Lease a Bike TVL | Team Visma \| Lease a Bike TVL |
| ------------------------------ | ------------------------------ | ------------------------------ |
| Num                            | Coureur                        | Pos                            |
| 141                            | Johannes Staune-Mittet (NOR)   | 28e                            |
| 142                            | Matteo Jorgenson (USA)         | 17e                            |
| 143                            | Wilco Kelderman (NED)          | 7e                             |
| 144                            | Bart Lemmen (NED)              | AB                             |
| 145                            | Menno Huising (NED)            | AB                             |
| 146                            | Attila Valter (HUN)            | 14e                            |
| 147                            | Tijmen Graat (NED)             | 52e                            |

| Bingoal WB BWB | Bingoal WB BWB         | Bingoal WB BWB |
| -------------- | ---------------------- | -------------- |
| Num            | Coureur                | Pos            |
| 151            | Davide Persico (ITA)   | AB             |
| 152            | Louka Matthys (BEL)    | AB             |
| 154            | Dimitri Peyskens (BEL) | AB             |
| 155            | Lennert Teugels (BEL)  | AB             |
| 156            | Marco Tizza (ITA)      | AB             |
| 157            | Giacomo Villa (ITA)    | AB             |

| Team Corratec-Vini Fantini COR | Team Corratec-Vini Fantini COR | Team Corratec-Vini Fantini COR |
| ------------------------------ | ------------------------------ | ------------------------------ |
| Num                            | Coureur                        | Pos                            |
| 161                            | Roberto González (PAN)         | AB                             |
| 162                            | Marco Murgano (ITA)            | AB                             |
| 163                            | Simone Olivero (ITA)           | AB                             |
| 164                            | Matteo Amella (ITA)            | AB                             |
| 166                            | Andrii Ponomar (UKR)           | AB                             |
| 167                            | Carlos Samudio (PAN)           | AB                             |

| Euskaltel-Euskadi EUS | Euskaltel-Euskadi EUS   | Euskaltel-Euskadi EUS |
| --------------------- | ----------------------- | --------------------- |
| Num                   | Coureur                 | Pos                   |
| 171                   | Xabier Isasa (ESP)      | AB                    |
| 172                   | Txomin Juaristi (ESP)   | 32e                   |
| 173                   | Xabier Berasategi (ESP) | AB                    |
| 174                   | Ander Ganzabal (ESP)    | AB                    |
| 175                   | Iker Mintegi (ESP)      | 30e                   |
| 176                   | Nicolás Alustiza (ESP)  | AB                    |
| 177                   | Asier Etxeberria (ESP)  | AB                    |

| Israel-Premier Tech IPT | Israel-Premier Tech IPT  | Israel-Premier Tech IPT |
| ----------------------- | ------------------------ | ----------------------- |
| Num                     | Coureur                  | Pos                     |
| 181                     | George Bennett (NZL)     | 50e                     |
| 182                     | Dylan Teuns (BEL)        | 19e                     |
| 183                     | Marco Frigo (ITA)        | AB                      |
| 184                     | Krists Neilands (LAT)    | AB                      |
| 185                     | Matthew Riccitello (USA) | AB                      |
| 186                     | Stephen Williams (GBR)   | AB                      |
| 187                     | Michael Woods (CAN)      | 4e                      |

| Q36.5 Pro Cycling Team Q36 | Q36.5 Pro Cycling Team Q36 | Q36.5 Pro Cycling Team Q36 |
| -------------------------- | -------------------------- | -------------------------- |
| Num                        | Coureur                    | Pos                        |
| 191                        | Negasi Abreha (ETH)        | AB                         |
| 192                        | Gianluca Brambilla (ITA)   | AB                         |
| 193                        | Walter Calzoni (ITA)       | 26e                        |
| 194                        | Marcel Camprubí (ESP)      | AB                         |
| 195                        | Mark Donovan (GBR)         |                            |
| 197                        | Carl Fredrik Hagen (NOR)   | 37e                        |

| Team Polti Kometa PTK | Team Polti Kometa PTK  | Team Polti Kometa PTK |
| --------------------- | ---------------------- | --------------------- |
| Num                   | Coureur                | Pos                   |
| 201                   | Álex Martín (ESP)      | AB                    |
| 202                   | Erik Fetter (HUN)      | AB                    |
| 203                   | Davide De Cassan (ITA) | 45e                   |
| 204                   | Davide Piganzoli (ITA) | 3e                    |
| 205                   | Matteo Fabbro (ITA)    | AB                    |
| 206                   | Andrea Garosio (ITA)   | AB                    |

| Tudor Pro Cycling Team TUD | Tudor Pro Cycling Team TUD | Tudor Pro Cycling Team TUD |
| -------------------------- | -------------------------- | -------------------------- |
| Num                        | Coureur                    | Pos                        |
| 211                        | Marco Brenner (GER)        | 23e                        |
| 212                        | Robin Donzé (SUI)          | AB                         |
| 215                        | Florian Stork (GER)        | AB                         |
| 216                        | Samuele Alari (ITA)        | AB                         |
| 217                        | Hannes Wilksch (GER)       | AB                         |

| VF Group-Bardiani CSF-Faizanè VBF | VF Group-Bardiani CSF-Faizanè VBF | VF Group-Bardiani CSF-Faizanè VBF |
| --------------------------------- | --------------------------------- | --------------------------------- |
| Num                               | Coureur                           | Pos                               |
| 222                               | Luca Covili (ITA)                 | 48e                               |
| 223                               | Alessio Martinelli (ITA)          | AB                                |
| 224                               | Vicente Rojas (CHI)               | AB                                |
| 225                               | Giulio Pellizzari (ITA)           | 22e                               |
| 226                               | Domenico Pozzovivo (ITA)          | 18e                               |
| 227                               | Matteo Scalco (ITA)               | AB                                |

| Petrolike PTL | Petrolike PTL            | Petrolike PTL |
| ------------- | ------------------------ | ------------- |
| Num           | Coureur                  | Pos           |
| 231           | Jonathan Caicedo (ECU)   | AB            |
| 232           | Diego Camargo (COL)      |               |
| 233           | Edgar Cadena (MEX)       | 33e           |
| 234           | Alejandro Callejas (COL) | AB            |
| 235           | Bernardo Suaza (COL)     | AB            |
| 236           | José Ramón Muñiz (MEX)   | AB            |

### Classements UCI
La course attribue des points au Classement mondial UCI 2024 selon le barème suivant.
| Position           | 1er | 2e  | 3e  | 4e  | 5e | 6e | 7e | 8e | 9e | 10e | 11e | 12e | 13e | 14e | 15e | 16e à 30e | 31e à 40e |
| Classement général | 200 | 150 | 125 | 100 | 85 | 70 | 60 | 50 | 40 | 35  | 30  | 25  | 20  | 15  | 10  | 5         | 3         |